# Václav Pantůček
Václav Pantůček (24. listopadu 1934, Mikulov – 21. července 1994, Brno) byl československý hokejový střední útočník, který v nejvyšší československé hokejové lize kromě jedné sezóny odehrané v pražském Spartaku Praha Sokolovo, byl věrný brněnským klubům. Reprezentoval Československo na sedmi mistrovstvích světa (v letech 1954–1958 a 1960-1961), na kterých získal jednu stříbrnou medaili a dvě bronzové medaile, a na dvou Zimních olympijských hrách (1956 a 1960).

## Hráčská kariéra
Jeho prvoligová hokejová kariéra byla spjata s brněnskými oddíly, nebýt jednoho roku stráveného v Praze. Již ve dvaceti letech hrál na svém prvním mistrovství světa, následně přidal dalších šest účastí a dvě účasti na zimních OH.
V reprezentaci odehrál 92 zápasů, ve kterých vstřelil 48 gólů.
- Sedminásobný mistr československé hokejové ligy
- V roce 2007 vstoupil do sportovní síně slávy města Brna (in memoriam)
- Nejlepší střelec československé hokejové ligy – v letech 1958 a 1961 (tehdy společně s Jozefem Golonkou)
- Člen Klubu hokejových střelců
- 6. května 2010 byl posmrtně uveden do Síně slávy českého hokeje

## Trenérská kariéra
Po skončení hráčské kariéry zůstal tři roky věrný ještě brněnskému hokeji v realizačním týmu Spartak Královo Pole. Následně využil možnosti pracovat jako trenér v zahraničních hokejových ligách. Nejdříve to bylo v německém klubu Star Bulls Rosenheim, kde strávil sezónu 1968-1969. V sezóně 1969-1970 byl trenérem v Jugoslávii, přesněji ve slovinském Celje. Poté přišel jeho návrat do Československa; dvakrát působil u Ingstavu Brno (v letech 1970–1975 a 1978–1983), v Žilině (1975–1978) a trenérskou kariéru zakončil v severočeském Liberci (1983–1985).
Po roce 1990 provozoval malou restauraci v Brně–Černých Polích.